# Liahona

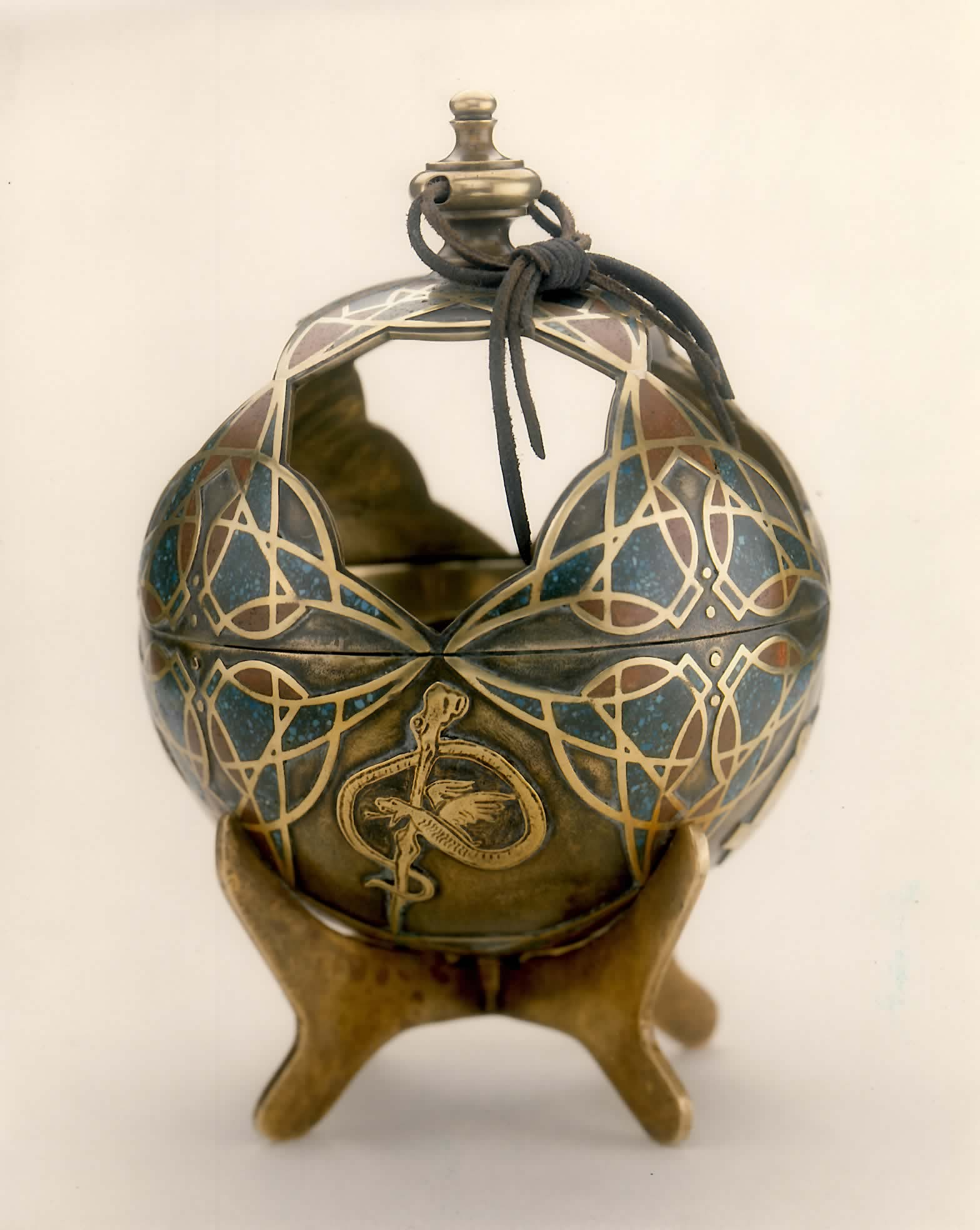
Eine künstlerische Darstellung des Liahona

Der Liahona ist ein Begriff aus der Evangeliumslehre der Mormonen. Er wird im Buch Mormon als Richtungsweiser bezeichnet, der wie ein Kompass Verwendung findet. Der Begriff ist eine mormonische Wortschöpfung, die außerhalb des Mormonismus wenig bekannt ist.
Lehi, einer der wenigen Männer, der auf die Prophezeiungen Nehemias gehört haben soll – er habe die Menschen zu Jerusalem vor dem Babylonischen Exil gewarnt –, soll auf Gottes Geheiß mit seiner und noch einer zweiten Familie in die Wildnis geflohen sein. Gott habe ihnen versprochen, sie in ein auserwähltes Land zu führen und habe ihnen dazu den Liahona gegeben: „Und es begab sich: Als mein Vater sich am Morgen erhob und zur Tür des Zeltes ging, erblickte er zu seiner großen Verwunderung auf der Erde eine Kugel von gediegener Machart; und sie war aus feinem Messing. Und in  der Kugel waren zwei Spindeln; und deren eine zeigte den Weg an, wohin wir in die Wildnis gehen sollten“ (1. Nephi 16,10).
Auch bei zwischenzeitlichen Schwierigkeiten auf dem Weg ins verheißene Land soll ihnen der Liahona eine Hilfe gewesen sein: Einmal, als sie darüber geklagt hätten, keine Waffen mehr zu haben, um sich Tiere als Nahrung erlegen zu können, hätten sie die Inschrift auf dem Liahona geändert gefunden.
- 26 „Und es begab sich: Die Stimme des Herrn sprach zu ihm: Schau die Kugel an und sieh, was dort geschrieben ist.
- 27 Und es begab sich: Als mein Vater das erblickte, was auf der Kugel geschrieben war, fürchtete er sich und zitterte über die Maßen und ebenso meine Brüder und die Söhne Ischmaels und unsere Frauen.
- 28 Und es begab sich: Ich, Nephi, sah die Zeiger, die in der Kugel waren, dass sie gemäß dem Glauben und dem Eifer und der Beachtung arbeiteten, die wir darauf verwandten.
- 29 Und auf ihnen stand auch eine neue Inschrift geschrieben, die klar zu lesen war, die uns die Wege des Herrn verstehen ließ; und sie wurde von Zeit zu Zeit geschrieben und geändert, je nach dem Glauben und dem Eifern, die wir darauf verwandten. Und so sehen wir, daß der Herr durch kleine Mittel Großes zuwege bringen kann.
- 30 Und es begab sich; Ich, Nephi, ging hinauf auf den Gipfel des Berges, gemäß den Anweisungen, die auf der Kugel gegeben wurden.
- 31 Und es begab sich; Ich erlegte wilde Tiere, so dass ich unseren Familien Nahrung beschaffte.“ (1. Ne 16: 26–31)

Nach diesem Liahona ist dann die Kirchenzeitschrift der Kirche Jesu Christi der Heiligen der Letzten Tage benannt worden.